# Chính sách thị thực của Azerbaijan

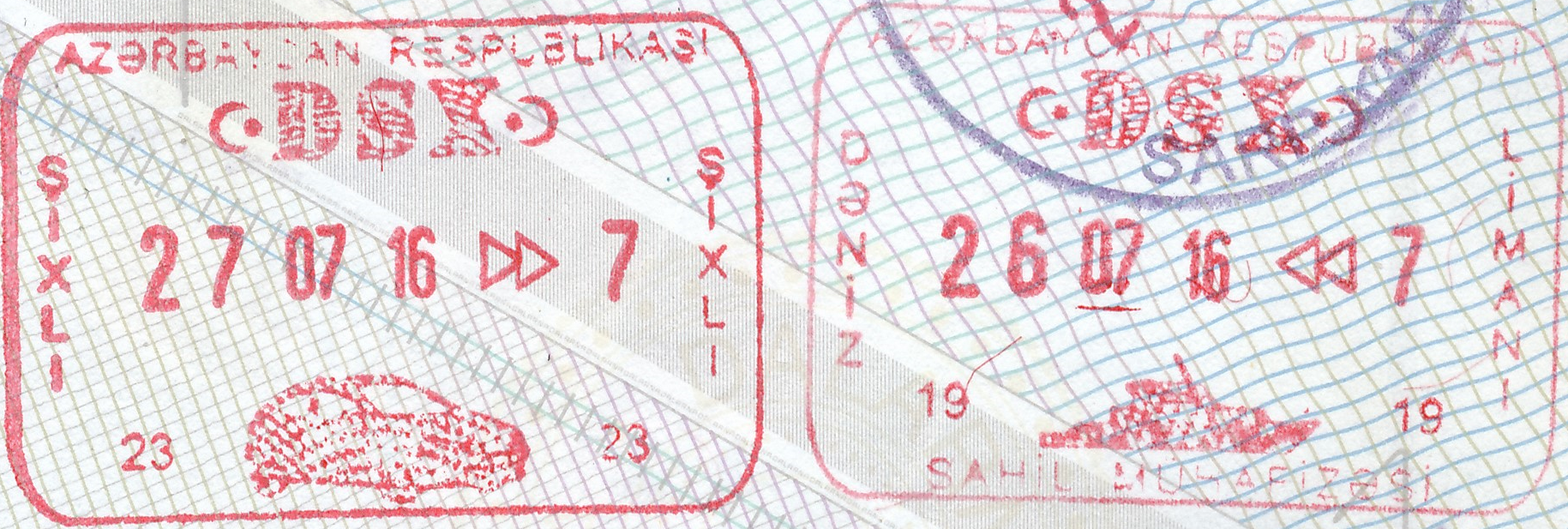
Dấu nhập và xuất cảnh trên hộ chiếu Thụy Điển

Du khách đến Azerbaijan phải xin thị thực từ một trong những phái bộ ngoại giao của Azerbaijan, trừ khi họ đến từ một trong những quốc gia được miễn thị thực, quốc gia được xin thị thực tại cửa khẩu hoặc thị thực điện tử.

## Bản đồ chính sách thị thực

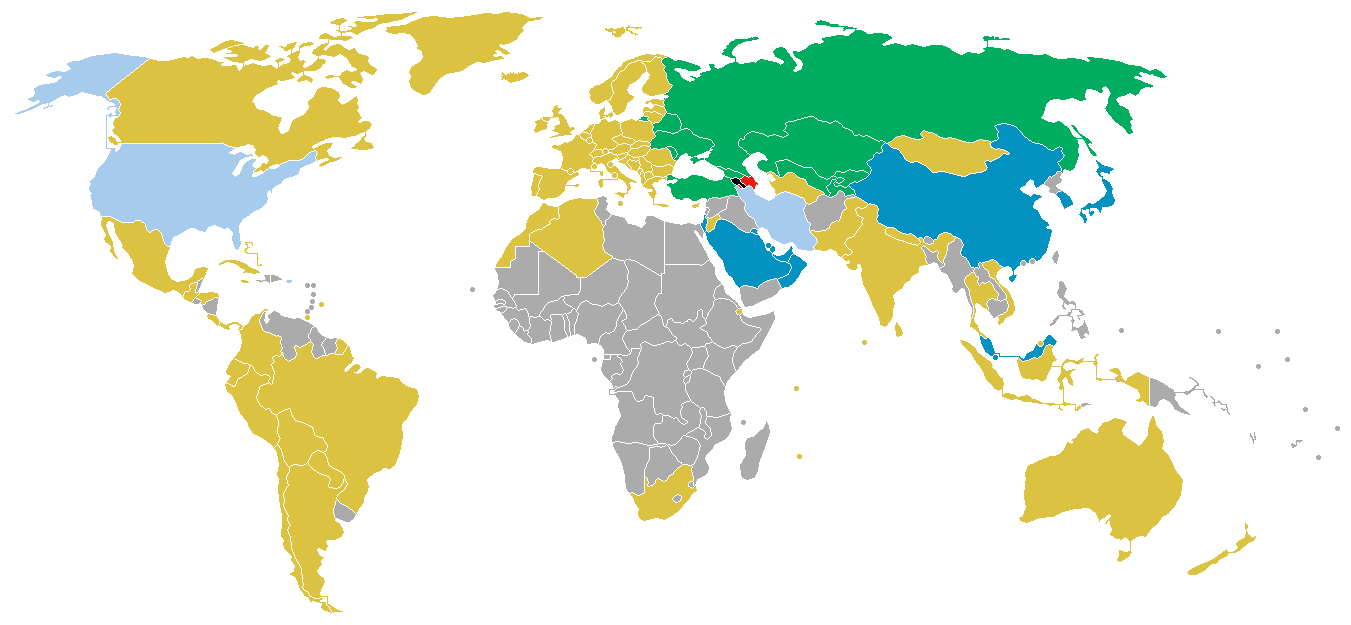
Chính sách thị thực của Azerbaijan đối với người sở hữu hộ chiếu phổ thông
Cộng hòa Azerbaijan
Miễn thị thực
Thị thực tại cửa khẩu với du khách đến theo đường hàng không. Cũng có thể xin thị thực điện tử ASAN.
Thị thực tại cửa khẩu với điều kiện đặc biệt. Cũng có thể xin thị thực điện tử ASAN.
Có thể xin thị thực điện tử ASAN.
Phải đến phái bộ ngoại giao xin thị thực từ trước.
Cấm nhập cảnh

## Yêu cầu thị thực thông thường

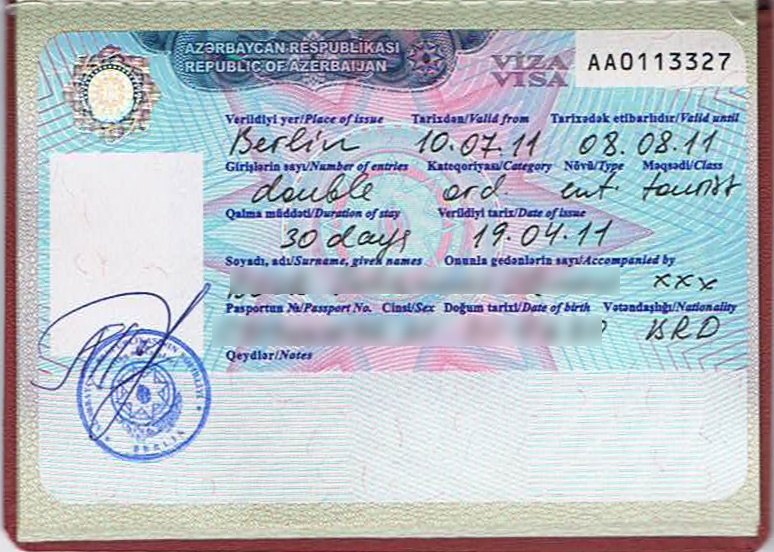
Thị thực Azerbaijan

Hộ chiếu phải có hiệu lực 6 tháng từ ngày thị thực Azerbaijan được cấp hết hạn. Nếu hộ chiếu còn hiệu lực ít hơn 3 tháng, thị thực sẽ không được cấp. Công dân sở hữu hộ chiếu phổ thông hoặc công vụ của các quốc gia cụ thể được liệt kê, phải xin thị thực trước khi đến Azerbaijan. Thị thực được cấp tại đại sứ quán hoặc lãnh sự của Cộng hòa Azerbaijan hoặc tại cửa khẩu của Cộng hòa Azerbaijan.
Đơn xin thị thực có thể được điền trực tuyến và nộp cho phái bộ ngoại giao.

## Miễn thị thực
Công dân của 9 quốc gia sau có thể đến Azerbaijan mà không cần thị thực lên đến 90 ngày:
| - Belarus - Gruzia - Kazakhstan - Kyrgyzstan - Moldova | - Nga - Tajikistan - Ukraina - Uzbekistan |  |

## Hộ chiếu không phổ thông

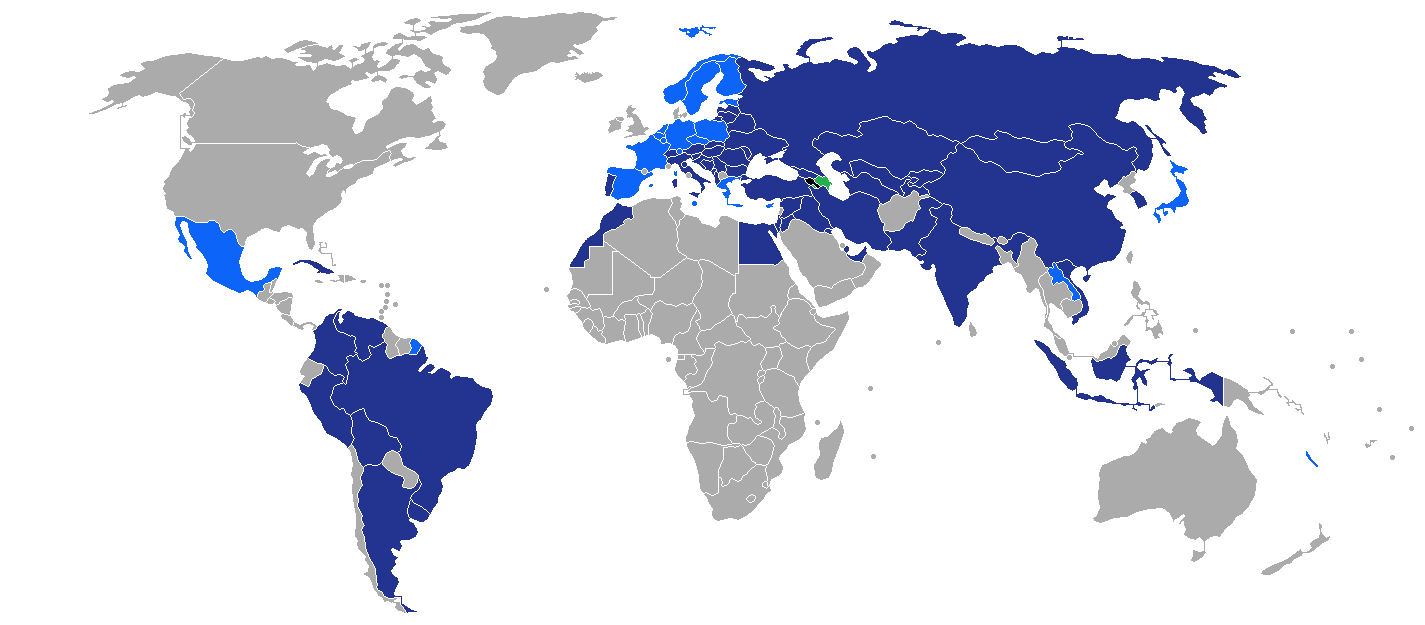
Azerbaijan
Miễn thị thực với hộ chiếu ngoại giao hoặc công vụ
Miễn thị thực với hộ chiếu ngoại giao

Ngoài ra người sở hữu hộ chiếu ngoại giao hoặc công vụ của Albania, Argentina, Áo, Bulgaria, Bosna và Hercegovina, Brasil, Trung Quốc, Colombia, Croatia, Cuba, Hungary, Indonesia, Iran, Israel, Ý, Jordan, Kuwait, Latvia, Libya (tạm thời không áp dụng), Maroc, Montenegro, Pakistan, Peru, Bồ Đào Nha, România, Serbia, Slovakia, Slovenia, Hàn Quốc, Thụy Sĩ, Syria, Thổ Nhĩ Kỳ, Turkmenistan, UAE, Uruguay, Việt Nam và người sở hữu hộ chiếu ngoại giao của Bỉ, Séc, Estonia, Phần Lan, Pháp, Đức, Hy Lạp, Síp, Litva, Luxembourg, Malta, México, Hà Lan, Na Uy, Palestine, Ba Lan, Qatar, Tây Ban Nha và Thụy Điển được miễn thị thực đến Azerbaijan.
Thỏa thuận miễn thị thực đã được ký với các nước sau nhưng chưa thông qua hoặc chưa áp dụng:
- Benelux – ngày 23 tháng 11 năm 2017 đối với hộ chiếu công vụ[8]
- Bolivia – tháng 8 năm 2017 đối với người sở hữu hộ chiếu ngoại giao và công vụ[9]
- Lào – tháng 6 năm 2017 đối với người sở hữu hộ chiếu ngoại giao[10]
- Litva – tháng 10 năm 2017 hộ chiếu công vụ[11]

## Thị thực tại cửa khẩu
Công dân của các quốc gia sau có thể xin thị thực Azerbaijan tại cửa khẩu có hiệu lực 30 ngày tại bất cứ sân bay quốc tế nào.
| - Ả Rập Xê Út - Bahrain - Các Tiểu vương quốc Ả Rập Thống nhất - Hàn Quốc - Indonesia - Israel - Kuwait | - Malaysia - Nhật Bản - Oman - Qatar - Singapore - Thổ Nhĩ Kỳ (60 ngày) - Trung Quốc1 |  |

1 - bao gồm  Hồng Kông và  Macao
Thị thực có giới hạn tại cửa khẩu
Công dân của  Iran chỉ có thể xin thị thực 15 ngày tại cửa khẩu để đến Cộng hòa tự trị Nakhchivan.
Công dân của  Hoa Kỳ có thể xin thị thực 30 ngày tại cửa khẩu nếu bay thẳng bằng Azerbaijan Airlines từ Thành phố New York.
Thị thực tại cửa khẩu được cấp đối với người sở hữu thư mời chính thức được cấp bởi Cơ quan Nhập cư Quốc gia của Azerbaijan hoặc các cơ quan chính phủ khác của Azerbaijan.
Miễn thị thực tối đa 40 ngày với người có thư mời chính thức được cấp bởi Ủy ban Cờ Baku Olympiad hoặc một thẻ được cấp bởi Liên minh Cờ vua Quốc tế (FIDE).
Hành khách với giấy phép cư trú được cấp bởi quốc gia thành viên GCC có thể xin thị thực tại cửa khẩu có hiệu lực 30 ngày. Họ phải đi cùng với một công dân của quốc gia GCC mà cấp thẻ cư trú đó.

## Thị thực điện tử
Azerbaijan đưa ra thị thực điện tử với công dân của một số quốc gia vào tháng 1 năm 2017. Hệ thống này được gọi là thị thực ASAN và thị thực được cấp cho phép nhập cảnh một lần có hiệu lực lên đến 30 ngày. Thị thực điện tử phải được in và đưa ra cùng với hộ chiếu (phải có hiệu lực nhiều hơn ít nhất 3 tháng so với thời gian có hiệu lực của thị thực điện tử) tại điểm kiểm tra biên giới. Thị thực điện tử sẽ được cấp trong vòng 3 ngày làm việc. Tính đến tháng 5 năm 2017, có 93 quốc gia được áp dụng bao gồm:
| - Tất cả công dân Liên minh Châu Âu \| - Ả Rập Xê Út - Albania - Algeria - Andorra - Argentina - Ấn Độ - Bahamas - Bahrain - Barbados - Bosna và Hercegovina - Bolivia - Brasil - Brunei - Các Tiểu vương quốc Ả Rập Thống nhất - Canada - Chile - Colombia - Costa Rica - Cuba - Ecuador - Guatemala - Hàn Quốc - Hoa Kỳ - Honduras - Iceland - Indonesia - Iran - Israel - Jamaica - Jordan - Kuwait - Liechtenstein - Macedonia - Malaysia - Maldives - Mauritius - Mexico - Monaco - Mông Cổ - Montenegro - Maroc - Na Uy - Nam Phi - Nepal - New Zealand - Nhật Bản - Oman - Pakistan - Panama - Paraguay - Peru - Qatar - San Marino - Serbia - Seychelles - Singapore - Sri Lanka - Thụy Sĩ - Trinidad và Tobago - Thái Lan - Thổ Nhĩ Kỳ - Trung Quốc1 - Turkmenistan - Thành Vatican - Úc - Việt Nam \| |
| - Ả Rập Xê Út - Albania - Algeria - Andorra - Argentina - Ấn Độ - Bahamas - Bahrain - Barbados - Bosna và Hercegovina - Bolivia - Brasil - Brunei - Các Tiểu vương quốc Ả Rập Thống nhất - Canada - Chile - Colombia - Costa Rica - Cuba - Ecuador - Guatemala - Hàn Quốc - Hoa Kỳ - Honduras - Iceland - Indonesia - Iran - Israel - Jamaica - Jordan - Kuwait - Liechtenstein - Macedonia - Malaysia - Maldives - Mauritius - Mexico - Monaco - Mông Cổ - Montenegro - Maroc - Na Uy - Nam Phi - Nepal - New Zealand - Nhật Bản - Oman - Pakistan - Panama - Paraguay - Peru - Qatar - San Marino - Serbia - Seychelles - Singapore - Sri Lanka - Thụy Sĩ - Trinidad và Tobago - Thái Lan - Thổ Nhĩ Kỳ - Trung Quốc1 - Turkmenistan - Thành Vatican - Úc - Việt Nam                                           |

1 - bao gồm  Hồng Kông và  Macao

## Cấm
Do tình trạng chiến tranh với Armenia, theo báo cáo từ truyền thông Azerbaijan cấm nhập cảnh với công dân  Armenia, cũng nhưng công dân của tất cả các quốc gia khác có nguồn gốc Armenia (mặc dù đã có những trường hợp ngoại lệ, đáng chú ý nhất là sự tham gia của Armenia tại Đại hội Thể thao châu Âu 2015 được tổ chức tại Azerbaijan).
Chính phủ Azerbaijan đã cấm một cách nghiêm ngặt du khách đến vùng ly khai Nagorno-Karabakh (Cộng hòa Nagorno-Karabakh de facto), và các lãnh thổ xung quanh của nó và các phần tách ra của Azerbaijan gồm Karki, Yuxarı Əskipara, Barxudarlı và Sofulu là những phần de jure của Azerbaijan nhưng thuộc sự quản lý của Armenia, mà không có sự đồng ý trước của chính phủ Azerbaijan. Người nước ngoài đến các vùng này sẽ bị cấm nhập cảnh vĩnh viễn vào Cộng hòa Azerbaijan và sẽ bị đưa vào "danh sách persona non grata".

## Thống kê du khách
Hầu hết du khách đến Azerbaijan đều đến từ các quốc gia sau:
| Quốc gia                             | 2016      | 2015      | 2014      | 2013      |
| ------------------------------------ | --------- | --------- | --------- | --------- |
| Nga                                  | 744.125   | 685.555   | 843.851   | 903.242   |
| Gruzia                               | 506.306   | 571.648   | 699.532   | 810.390   |
| Thổ Nhĩ Kỳ                           | 313.341   | 288.620   | 314.476   | 361.413   |
| Iran                                 | 248.632   | 149.600   | 131.179   | 143.579   |
| Iraq                                 | 62.983    | 2.147     | 738       | 991       |
| Ukraina                              | 55.508    | 55.119    | 58.201    | 51.802    |
| Các Tiểu vương quốc Ả Rập Thống nhất | 53.180    | 2.379     | 821       | 638       |
| Kazakhstan                           | 31.994    | 27.145    | 29.468    | 28.226    |
| Anh Quốc                             | 29.514    | 34.892    | 33.563    | 32.841    |
| Uzbekistan                           | 16.093    | 15.185    | 19.336    | 18.627    |
| Tổng                                 | 2.248.773 | 2.006.176 | 2.297.804 | 2.508.904 |